# Canon de 240 mm modèle 1884
Die Canon de 240 mm mle 1884 war ein schweres Geschütz der französischen Artillerie, das unter anderem von Colonel Charles Ragon de Bange entwickelt wurde. Das Geschütz war bereits mit einem Rohr ganz aus Stahl anstelle der bis dahin verwendeten Gußeisenrohre mit stählernem Seelenrohr ausgestattet. Es war ursprünglich eine Verwendung als Küstengeschütz vorgesehen, später wurde es aber auch bei der Feldartillerie und als Eisenbahngeschütz verwendet und war im Ersten Weltkrieg wie auch im Zweiten Weltkrieg im Einsatz. Es war der Nachfolger der Canon de 24 C modèle 1876.

## Geschichte
Am 11. Mai 1874 legte das französische Kriegsministerium die Kaliber 120 mm, 155 mm und 220 mm für die schwere Feldartillerie und die Kaliber 220 mm und 270 mm für die Mörser als Standard fest. Am 31. Dezember 1875 wurde die Entwicklung der 270-mm-Mörser eingestellt und die Bestellung am 22. Januar 1876 zurückgezogen. Stattdessen wurde die „Canon de 24 C modèle 1876“ bevorzugt. Diese war im Original auf einer Lafette G montiert und wurde als Küstengeschütz eingesetzt.
Obwohl die Mehrzahl der führenden Militärmächte vor Ausbruch des Ersten Weltkrieges über schwere Feldartillerie verfügte, gab es in Frankreich keine ausreichenden Anzahl Geschütze mit einem Kaliber von über 220 Millimetern. Man hatte auch nicht die wachsende Bedeutung schwerer Artillerie vorausgesehen. Als dann die Westfront stagnierte und der Stellungskrieg einsetzte, machte sich das Fehlen schwerer und überschwerer Artillerie bemerkbar; zahlreiche Improvisationen entstanden in aller Eile. Einen schnellen Ersatz für die fehlende schwere Artillerie sah man in der Nutzung von überschüssigen Marine- und Küstengeschützen. Für diese Geschütze mussten jedoch deren Lafetten für den Feldeinsatz modifiziert werden, so dass geeignete Feld- und Eisenbahnlafetten in kurzer Zeit entwickelt wurden, die anschließend die schwere Feldartillerie bei der Bekämpfung von befestigten Zielen unterstützen konnten.

## Feldeinsatz
Während des Ersten Weltkrieges sah sich das französische Oberkommando mit einer übermächtigen deutschen schweren Artillerie konfrontiert. Man beschloss daraufhin die Schaffung einer eigenen schweren verstärkten Artillerie, genannt Artillerie lourde à grande puissance – ALGP (schwere Artillerie großer Wirkung).
Eine weitere Version wurde während des Krieges als Eisenbahngeschütz (ALVF – Artillerie lourde sur voie ferrée) mit 360° Seitenrichtbereich sowohl für das Geschütz „modèle 1876“ mit kurzem Rohr als auch für das Geschütz „modèle 1884“ in Dienst gestellt. Die dafür benötigten Eisenbahn-Fahrgestelle waren unterschiedlich, es handelte sich vorerst um einfache Rahmen mit aufgesetzter Lafette, zu denen später auch schwere Geschütz-Bettungswagen kamen.
Obwohl es sich um ein älteres Modell handelte, war der Bedarf an schwerer Artillerie an der Westfront so groß, dass für die „mle 1884“ mindestens fünf verschiedene mobile Lafetten geschaffen wurden, zwei für den Einsatz im Feld und drei auf Eisenbahnfahrgestellen.
Bei Kriegsbeginn waren 149 dieser Geschütze in Küstenbatterien aufgestellt.

## Feldgeschütze
Für den Transport der sich im Feldeinsatz befindlichen Geschütze wurden Lafette und Rohr auf zwei Wagen verladen. Aufgrund des Gewichts der Wagen wurden für die meisten Fahrten zwei Traktoren pro Wagen benötigt. Die Traktoren verbrauchten rund viertausend Liter Benzin pro 100 km. Deshalb wurden sie nur in der Nähe der Front eingesetzt. Für längere Fahrten wurde alles auf Eisenbahnwaggons verladen.

### Canon de 240 mm en acier modèle 1884 sur affût à échantigolles
(Kanone 240 mm aus Stahl Modell 1884 auf Hilfslafette)
- Modell: 1884
- Gewicht des Rohres: 14.000 kg
- Kaliber: 240 mm
- Rohrlänge: 6,24 m
- Verschluss: System De Bange
- Höhenrichtbereich: −0 bis + 38°
- Max Schussweite 16,5 km
- Gesamtgewicht: 25.000 kg
- Kadenz: 1 Schuss in sechs Minuten

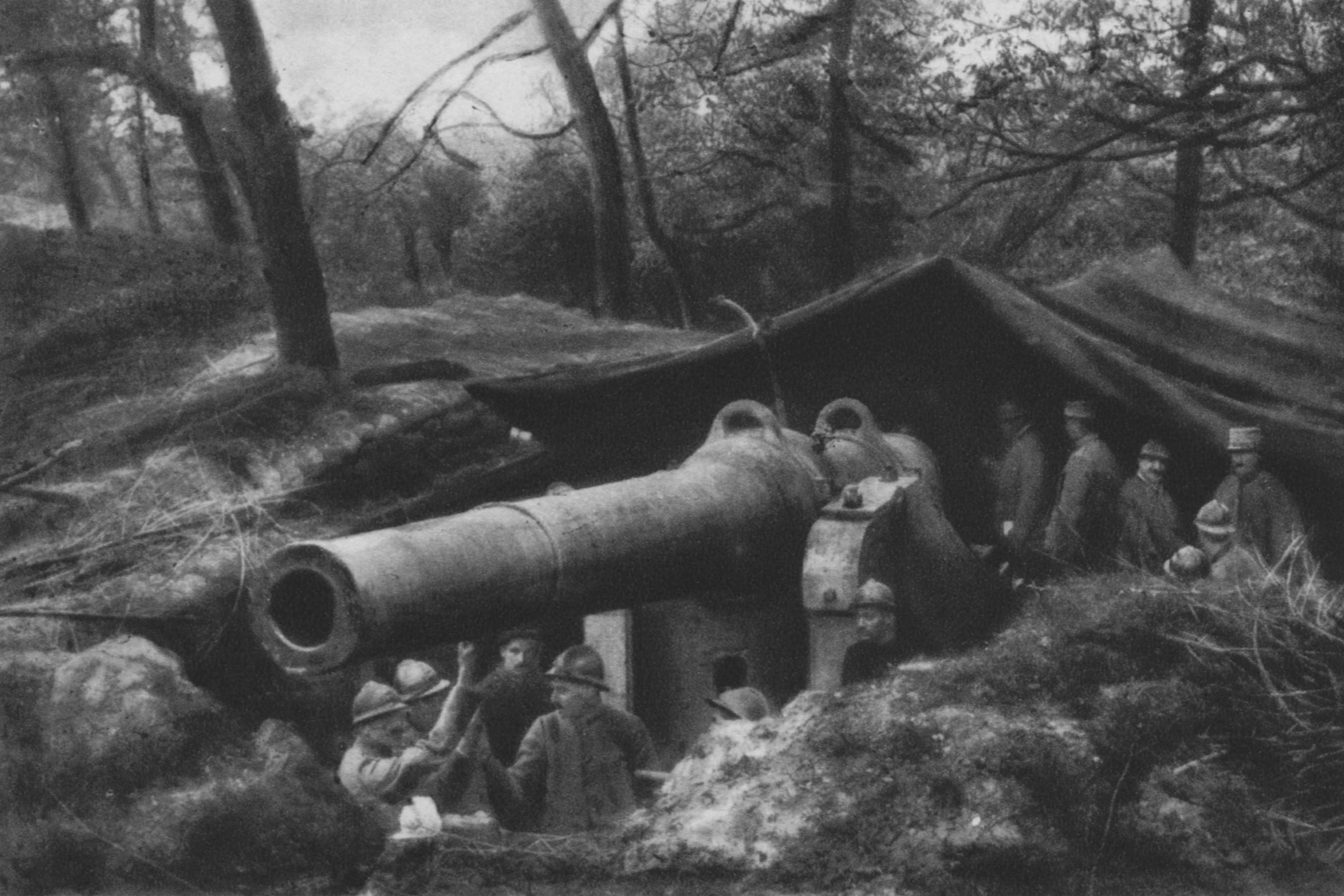
Französisches 24-cm-Geschütz auf Hilfslafette „à échantigolles“

Der Colonel Leduc entwickelte eine mobile Artillerielafette, die aus Stahl und Holz gefertigt war. Diese Lafette wurde von der „Compagnie des forges et aciéries de la marine et d’Homécourt“ in Saint-Chamond hergestellt.
Die Umrüstung von 16 Kanonen wurde 1915 vom „Arsenal de Toulon“ durchgeführt und als „Canon de 240 mm mle 1884 sur affût à échantigolles“ bezeichnet. Dafür wurde eine altertümlich anmutende eiserne Wandlafette angefertigt, deren Seitenteile mit Holzbalken gefüttert waren. Da es keinen Mechanismus zur Seitenrichtung gab, musste die gesamte Lafette, die auf einer hölzernen Plattform stand, auf das Ziel ausgerichtet werden. Die Höhenrichtung erfolgte durch Holzkeile unter dem Verschlussstück. Ein Rücklaufsystem bestand ebenfalls nicht, der Rückschlag wurde durch die Reibung zwischen Lafette und Plattform und durch zwei hydraulische Bremsen, die die Lafette mit der Plattform verbanden, absorbiert. Trotz dieser Einschränkungen wurde dieses Modell als erfolgreich angesehen.

### Canon 240 mm mle 1884 sur affût à tracteur Saint-Chamont modèle 1916
(Kanone 240 mm Modell 1884 auf Lafette Modell 1916 mit Saint-Chamont Zugmaschine)
- Hersteller: Arsenal de Toulon
- Baujahr: 1916–1917
- Gesamtgewicht: 31.000 kg
- Rohrlänge: 6,24 m
- Gewicht der Granate: 161 kg
- Kaliber: 240 mm
- Höhenrichtbereich: - 5° bis + 38°
- Seitenrichtbereich: 360°
- Kadenz: 1 Schuss in 3 Minuten
- Mündungsgeschwindigkeit: 575 m/s
- Reichweite: 16,6 km

Nachdem sich die „Canon 240 mm mle 1884 sur affût à échantigolles“ trotz ihrer primitiven Ausführung als brauchbar herausgestellt hatte, wurde die Fabrik in Saint-Chamond beauftragt, ein modernere und mobilere Lafette für das 240 mm Rohr als Nachfolgemuster zu entwickeln. Im Jahr 1916 präsentierte das Unternehmen das fertige Geschütz, von dem zwischen Oktober 1916 und Oktober 1917 60 Stück gebaut wurden.

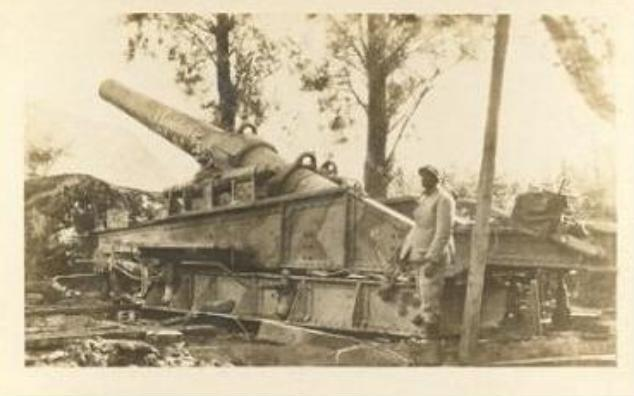
Eine Canon 240 mm Mle 1884 sur affût à Tracteur Saint-Chamont Modèle 1916 um 1918 im Einsatz bei der US Army

Das Geschütz bestand aus drei Teilen. Als Basis diente ein rechteckiger Stahlrahmen, auf dem die Lafette aufgesetzt war. Der Rahmen wurde im Boden verankert. Die Lafette konnte auf dem Rahmen um 10° in jeder Richtung gedreht werden. Das Rohr war mit zwei hydraulischen Bremszylindern ausgestattet, die den Rückstoß absorbierten. Die maximale Rohrerhöhung lag bei 38°. Die Kadenz lag bei einem Schuss in drei Minuten. Es dauerte 24 Stunden, um das Geschütz feuerbereit zu machen.
Für den Transport wurden Rohr und Lafette auf zwei Waggons verladen. Aufgrund des Gewichts der Wagen (20,5 bzw. 20,4 Tonnen) wurden für die meisten Fahrten zwei Traktoren pro Wagen benötigt. Die Traktoren verbrauchten rund viertausend Liter Benzin pro 100 km. Deshalb wurden sie nur in der Nähe der Front eingesetzt, für längere Fahrten wurde die Eisenbahn benutzt.
Diese Geschütze wurden wegen ihrer Kombination von großer Reichweite und schweren Granaten gern und oft eingesetzt. 1939 wurden 12 Geschütze mobilisiert und später einige von der Wehrmacht erbeutet.

## Küstengeschütz
Die Lafette ruhte auf einem Drehkranz innerhalb einer betonierten Brustwehr und wurde mit einem Schneckengetriebe im Seitenrichtbereich gedreht. Dabei ragte das Rohr über die Brustwehr hinaus.

### Canon de 240 mm de Côte en acier modèle 1884 sur affut G à chassis circulaire modèle 1890
- (Küstenkanone 240 mm aus Stahl Modell 1884 auf Lafette G mit Drehkranz Modell 1890)
- Gewicht des Rohres: 14.000 kg (22.000 kg mit langem Rohr)
- Kaliber: 240 mm
- Rohrlänge: 6,24 m (7,22 m mit langem Rohr)
- Verschluss: System De Bange

Einsatz als Festungs- und Küstengeschütz. Dieses Geschütz war um einiges moderner als sein Vorgänger. Das Rohr war bereits komplett aus Stahl und mit einem De Bange-Verschluss ausgestattet. Aufgestellt wurde es in Festungen und zur Küstenverteidigung sowohl im Freien als auch in Geschütztürmen. Die Lafette war hier bereits auf einem Drehkranz befestigt. Als weitere Variante wurde im Ersten Weltkrieg als „Canon de 240 long TAZ“ (TAZ – tout azimut – also in alle Richtungen drehbar) ein Eisenbahngeschütz entwickelt, das auf verschiedene kurze Eisenbahn-Fahrgestelle montiert war.
Die Rohrbremse funktionierte nach dem gleichen Prinzip wie beim Vorgängermodell der Canon de 24 C modèle 1876. Das Lafettenoberteil, das fest mit dem Rohr verbunden war, ruhte auf Gleitflächen des Unterteils. Die hydraulischen Rücklaufbremse wirkte auf zwei Hydraulikzylinder, die am Unterteil der Lafette angebracht waren und den Rücklauf des Lafettenoberteils abbremsten.
| Lafette mit kurzem Rohr         | Lafette mit langem Rohr         |
| ------------------------------- | ------------------------------- |
| Gewicht 28.700 kg               | Gewicht 28.700 kg               |
| Höhenrichtbereich −5° bis + 20° | Höhenrichtbereich −5° bis + 20° |
| Seitenrichtbereich bis 360°     | Seitenrichtbereich bis 360°     |
| Schussweite 9500 bis 17.300 m   | Schussweite 18.500 m            |
| Gewicht der Granate 162 kg      | Gewicht der Granate 162 kg      |
| Mündungsgeschwindigkeit 575 m/s | Mündungsgeschwindigkeit ?       |
| Gesamtgewicht 42.700 kg         | Gesamtgewicht 50.700 kg         |

### Canon de 240 modèle 1884 TR de Côte en acier sur affût approprié modèle 1901
- (Stählerne Küstenkanone 240 TR[3] Modell 1884 auf modifizierter Lafette Modell 1901)

Dieses Geschütz war so nur für den Einsatz im Festungsbereich von Bizerte vorgesehen. Das Rücklaufsystem verfügte bereits über eine Rohrbremse, bei der sich das Rohr selbst bewegte und durch zwei Hydraulikzylinder abgebremst wurde. Die Lafette war auf einem Drehkranz befestigt.
- Rohr
- Gewicht: 14.000 kg
- Länge: 6,24 m
- Verschluss: Système Dormancier et Dalzon

### Lafette
- Gewicht: 18.000 kg
- Höhenrichtbereich: −7° bis + 20°
- Seitenrichtbereich: bis 360°
- Schussweite: 13.500 bis 17.300 m
- Gewicht der Granate: 162 kg
- Mündungsgeschwindigkeit: 575 m/s
- Gesamtgewicht: 32.000 kg

### Canon de 240 TR mle 1884/03
Dieses Geschütz war so konzipiert, dass es mit geringerer Mannschaft eine höhere Feuerrate erreichen konnte. Das Rohr befand sich dafür in einer speziell entwickelten Lafette.
- Beschreibung: Canon de 240 TR de Côte en acier
- Modell: 240 TR mle 1884/03
- Rohr

Gewicht: 14.000 kg
Länge: 6,24 m
Verschluss: Schubkurbelverschluss Système Canet
- Lafette „modéle 1901“

Gewicht: 17.600 kg
Höhenrichtbereich: −7° bis + 20°
Seitenrichtbereich: 120°
Schussweite: 17.300 m
Gewicht der Granate: 157 – 162 kg
Mündungsgeschwindigkeit: 575 m/s
Gesamtgewicht: 31.600 kg

## Eisenbahngeschütze

### Canon de 240 L Mle 1884

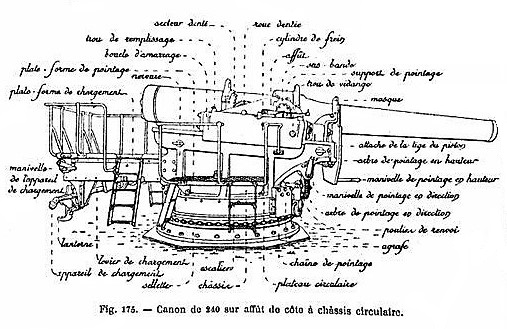
Zeichnung einer „Canon de 240 L mle 1884“ auf Drehkranz.

- 1915 erhielt die Fabrik „Aciéries et forges de la Marine“ in Saint-Chamond den Auftrag, ein verbessertes Fahrgestell für die „Canon mle 1884“ zu bauen, der  Entwurf dafür wurde 1916 angenommen. Die neue Waffe wurde als „Canon de 240 mm Mle 1884 sur tracteur Saint-Chamont“ oder „Canon de 240 mm L modèle 1884“ bezeichnet. Die Fabrik in Saint-Chamond fertigte zwischen Oktober 1916 und Oktober 1917 sechzig Kanonen. Für den Transport musste die „mle 1884“ in zwei Teile zerlegt werden. Zum Transport wurden wie bei der Hilfslafette Traktoren und die Bahn eingesetzt. Vor Ort konnten die Geschütze in ca. 24 Stunden mit Kränen und Flaschenzügen zusammengebaut werden. Die neue Bettung verwendete den gleichen Drehkranz wie die Küstenlafette, wobei eine Höhenrichtbereich von −10° bis + 38° möglich war. Kanonen, die nach dem Krieg noch einsatzbereit waren, wurden als „Canon de Mle 84/17“ bezeichnet und im Zweiten Weltkrieg erneut eingesetzt. 1939 wurden zwölf Kanonen mobilisiert, die nach dem Fall Frankreichs von der Wehrmacht erbeutet und als Kanone 556 (f)  zur Küstenverteidigung im Atlantikwall eingesetzt wurden.

### Eisenbahn
Neben dem Feld- und der Küstengeschütz wurde die „mle 1884“ auch zum Eisenbahngeschütz umgebaut:

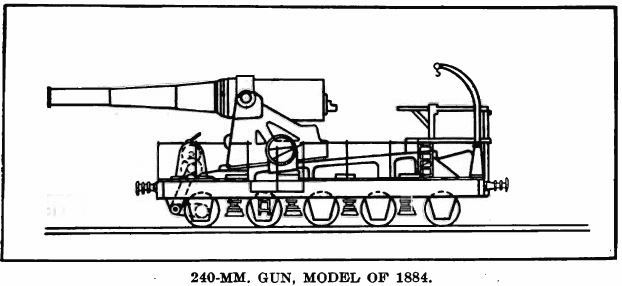
Zeichnung einer Canon de 240 mm mle 1884 auf einem „Circonstance Schneider“ Lafettenwagen.

- Die erste dieser Umbauten wurde als „Canon de 240 mm mle 1884 sur de circonstance Schneider“ bezeichnet. Die Lafette war auf einem von Schneider-Creusot gebauten 5-Achs-Eisenbahn-Fahrgestellen befestigt. Es gab keine Möglichkeit zur Seitenrichtung, das Fahrgestell musste mit der Waffe in einer gekrümmten Schießkurve rangiert werden. Das Rohr-Rücklaufsystem war das gleiche wie beim Küstengeschütz. Der Unterwagen hatte auf jeder Seite vier Stützen, die mit den Schienen verbunden wurden, um den Rückstoß abzufangen und den Wagen an Ort und Stelle zu verankern. An der Vorderseite des Wagens gab es einen Mechanismus mit einer Kurbel und einem Kettengetriebe, das auf die erste Achse des Wagens wirkte und mit dem das Geschütz in der Schießkurve bewegt werden konnte.

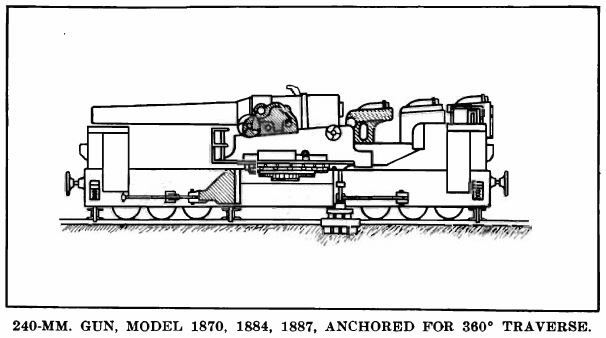
Zeichnung einer „Canon de 240 mm mle 1884“ auf Lafettenwagen mit 360° Seitenrichtbereich (affût-Trucs TAZ)

- Eine weitere Version der „Canon mle 1884“ wurde 1914 mit der Montage der früheren „Canon de 240 mm G mle 1870–1887“ auf einem Eisenbahnwaggon umgesetzt, sie wurde als „Canon de 24 cm modèle 1870–1887“ und „modèle 1870–1893 de Batignolles“ bezeichnet. Dies war eine der ersten von Batignolles gebauten Eisenbahnlafetten mit einem 360°-Seitenrichtbereich. Die Waffe ruhte auf zwei dreiachsigen Drehgestellen. Vor dem Schießen wurden vier Stahlstützen auf den Schienen verankert und vier seitliche Ausleger neben der Schiene ausgeklappt, um die Stabilität im Rundum-Feuerbereich zu gewährleisten. Eine Ladefläche auf der Rückseite der Schießbühne konnte fünf Schuss und die Ladungen aufnehmen, was die Feuerrate in fünf Minuten auf vier Schüsse erhöht. Der Umbau war erfolgreich, aber die „mle 1870–1887“ war eine sehr alte Waffe und aufgrund ihrer gemischten Konstruktion hatte jedes Metall unterschiedliche thermische Eigenschaften, die den Rohrverschleiß beschleunigten. Daher wurde Anfang 1917 beschlossen, die „mle 1884“ auf das Batignolles Fahrgestell zu setzen, was zur „Canon de 240 mm mle 1884 sur affût-trucs TAZ“ führte.[5] Die Kombination war erfolgreich und galt als eines der besten Stücke der französischen Eisenbahnartillerie, da sie eine leistungsstarke und präzise Waffe war. Verbliebene Geschütze wurden noch im Zweiten Weltkrieg eingesetzt. Die von den Deutschen erbeuteten Kanonen erhielten die Bezeichnung 24 cm K (E) 557 (f) und wurden als Küstenartillerie im Atlantikwall eingesetzt.
- Die letzte Version der „mle 1884“ entstand Ende 1917, man verwendete dazu das gleiche Eisenbahn-Fahrgestell wie für die Canon „240 mm mle 1884 sur affut de circonstance“ von Schneider. Die Waffe, die ursprünglich auf dem Wagen montiert war, war die „canon de 240 mm G mle 1876“, wobei man lediglich die ausgeschossenen Rohre der „mle 1876“ durch solche der „mle 1884“  ersetzten. Die Details stimmen weitgehend mit denen des vorherigen Umbaus überein und wurden als „Canon 240 mm mle 1884 sur affût de fortune mle 1917“ bezeichnet. Es ist nicht sicher, ob die 38 erfolgten Umbauten noch im Ersten Weltkrieg zum Einsatz kamen. Während des Zweiten Weltkrieges wurden acht bis 17 Kanonen mobilisiert und fünf von den Deutschen erbeutet, die ihnen die Bezeichnung 24 cm Kanone (Eisenbahn) 557 (f) gaben. Drei davon wurden von den Deutschen benutzt und zwei nach dem Fall Frankreichs an die Italiener übergeben. Nach der italienischen Kapitulation kamen die beiden nach Italien abgegebenen Geschütze in den Dienst der Wehrmacht zurück.[6]

## Beutegeschütze in der Wehrmacht und ihre deutschen Bezeichnungen
| Einsatzart         | Französische Bezeichnung                                        | Deutsche Bezeichnung              |
| ------------------ | --------------------------------------------------------------- | --------------------------------- |
| Küstenartillerie   | Canon de 240 modèle 1884                                        |                                   |
| Feldartillerie     | Canon de 240 long tracté modèle 1884 sur affût Saint-Chamond    | 24-cm-Kanone 556(f)               |
| Feldartillerie     | Canon de 240 long tracté modèle 1884/17 sur affût Saint-Chamond | 24-cm-Kanone 556/1(f)             |
| Eisenbahngeschütze | Canon de 240 long TAZ modèle 1884 sur affût Batignolles         | 24-cm-Kanone (Eisenbahn) 557(f)   |
| Eisenbahngeschütze | Canon de 240 long TAZ modèle 1884/17 sur affût Batignolles      | 24-cm-Kanone (Eisenbahn) 557/1(f) |
| Eisenbahngeschütze | Canon de 240 long modèle 1884 sur affût-truck Schneider         |                                   |

Nach dem Ende des Krieges mit Frankreich 1940 waren noch 31 Feldartilleriegeschütze und 18 Eisenbahngeschütze vorhanden. Die meisten wurden von der Wehrmacht im Atlantikwall eingebaut.